# 瀬戸内短期大学
瀬戸内短期大学（せとうちたんきだいがく、英語: Setouchi Junior College）は、香川県三豊市高瀬町大学通りに本部を置いていた日本の私立大学である。1967年に設置され、2010年に廃止された。大学の略称は瀬戸短。

## 概観

### 大学全体
- 香川県三豊市高瀬町に所在した日本の私立短期大学で、設置主体は学校法人瀬戸内学院[1]。
- 1967年に上戸学園女子短期大学として開学。学科体制は最大で3学科、最終的には2学科となる。1987年度入学生より男女共学となる。
- 2008年度の入学生を最後に[注釈 2]、2010年に短期大学としての使命を終える[注釈 3]。

### 建学の精神（校訓・理念・学是）
- 瀬戸内短期大学の教育理念は「全人教育・社会貢献」となっている。

### 教育および研究
- 瀬戸内短期大学の食物栄養学科には、全国の短大でもユニークな「さぬきうどん概論」や「製麺技術実習」といった科目がある。一般教育科目では「四国遍路学」といったユニークな科目もあった。

### 学風および特色
- 瀬戸内短期大学は、「沖縄エイサー」と称した団体組織がある。沖縄に関する研究が行われている。
- 元々は女子のみを対象とした短大だったが、1987年より共学化した[注 3]。

## 沿革
- 1946年 
  - 上戸洋裁研究所が設置される[8]。
- 1951年 
  - 上戸服装学園三豊家政専門学校に改組。
- 1959年 
  - 4月1日 学校法人が成立する[9]。
- 1966年 
  - 香川女子短期大学として、以下の学科体制で香川県三豊郡詫間町に設置申請を行う[10]。
    - 被服科 入学定員150名
    - 生活科 入学定員150名
- 1967年
  - 3月15日 左記を以て文部省[注 4]より短期大学の設置が認可される。[11]。
  - 4月1日 上戸学園女子短期大学（じょうとがくえんじょしたんきだいがく、英語;Joto Gakuen Women's Junior College[注釈 4]）として以下の学科体制にて開学[注 5]。
    - 被服学科 入学定員150名[注 6]。

  - 5月1日 学生数[16]/定員
    - 被服学科 126[注釈 5]/150
- 1968年
  - 5月1日 学生数[17]/定員
    - 被服学科 127[注釈 5]/300
- 1969年 
  - 1月6日 別科の設置が認められ、以下の課程を設ける[注 7]。
    - 被服専修 入学定員50名
- 1970年
  - 4月1日 以下の学科を増設する[注 8]。
    - 食物栄養学科 入学定員50名[注釈 6]
    - 養護教育学科 入学定員50名[注釈 6]

  - 5月1日 学生数[23]/定員
    - 被服学科 39[注釈 5]/250[注 9]
    - 食物栄養学科 21[注釈 5]/50
    - 養護教育学科 22[注釈 5]/50
- 1971年
  - 5月1日 学生数[24]/定員
    - 被服学科 41[注釈 5]/200
    - 食物栄養学科 38[注釈 5]/100
    - 養護教育学科 66[注釈 5]/100
- 1976年 
  - 4月1日 学科の入学定員を以下の通り変更する[注 10]。
    - 養護教育学科 50→100
    - 被服学科 100→50

  - 5月1日 学生数[28]/定員
    - 被服学科 30[注釈 5]/150
    - 食物栄養学科 41[注釈 5]/100
    - 養護教育学科 210[注釈 5]/150
- 1977年
  - 5月1日 学生数[29]/定員
    - 被服学科 23[注釈 5]/100
    - 食物栄養学科 55[注釈 5]/100
    - 養護教育学科 231[注釈 5]/200
- 1978年 
  - 12月19日 専攻科の設置が認められ、以下の課程を設ける[30]。
    - 養護教育学専攻 入学定員20名
- 1979年 
  - 4月1日 以下の学科については、この年度で学生募集を最終とする[注 11]。
    - 被服学科[注 12]。

  - 5月1日 学生数[33]/定員
    - 被服学科 8[注釈 5]/100
    - 食物栄養学科 102[注釈 5]/100
    - 養護教育学科 245[注釈 5]/200
- 1980年
  - 5月1日 学生数[34]/定員
    - 被服学科 233[注釈 5]/50
    - 食物栄養学科 ？[注 13]/100
    - 養護教育学科 96[注釈 5]/200
- 1981年 
  - 3月31日 以下については左記をもって正式に廃止とする[35]。
    - 別科家政専修
- 1985年
  - 5月1日 学生数[36]/定員
    - 食物栄養学科 70[注釈 5]/100
    - 養護教育学科 144[注釈 5]/200
- 1986年
  - 5月1日 学生数[37]/定員
    - 食物栄養学科 78[注釈 5]/100
    - 養護教育学科 149[注釈 5]/200
- 1987年
  - 4月1日 瀬戸内短期大学と改称[注 14]。
- 1987年
  - 5月1日 学生数[39]/定員
    - 食物栄養学科 95[注 15]/100
    - 養護教育学科 196[注釈 5]/200
- 1988年
  - 4月1日 養護教育学科に男子が初めて入学する。
  - 5月1日 学生数[40]/定員
    - 食物栄養学科 132[注 16]/100
    - 養護教育学科 310[注 17]/200
- 1990年 
  - 4月1日 専攻科に以下の課程を設ける[41]。
    - 福祉専攻 入学定員30名
- 1992年
  - 5月1日 学生数[注 18]/定員
    - 食物栄養学科 146[注 19]/100
    - 養護教育学科 341[注 20]/200
- 1999年
  - 5月1日 学生数[注 21]/定員
    - 食物栄養学科 90[注 22]/100
    - 養護教育学科 255[注 23]/200
- 2005年 
  - 4月1日 栄養教諭免許状課程が設置される。
- 2007年 
  - 特色ある大学教育支援プログラムに選定される。
- 2008年 
  - 4月1日 この年度で短期大学としての学生募集を最終とする[注釈 2]。
- 2010年 
  - 7月30日 左記をもって正式に廃止となる[注釈 3]。

## 基礎データ

### 所在地
- 香川県三豊市高瀬町大学通り[注釈 1]

### 当時の交通アクセス
- JR予讃線高瀬駅下車。

### 象徴
- 右記資料を参照のこと[45]。

## 教育および研究

### 組織

#### 学科
- 食物栄養学科 入学定員100名[注釈 7]
- 養護教育学科 入学定員50名[注釈 7]
- 被服学科 入学定員50名[注 24]

#### 専攻科
- 養護教育学専攻 入学定員30名[49]
- 福祉専攻 入学定員30名[49]

#### 別科
- 被服専修 入学定員50名[50]

##### 取得資格について
資格
- 栄養士：食物栄養学科

教職課程
- 中学校教諭二種免許状
  - 保健：養護教育学科にて設置されていた。
  - 家庭：かつて存在していた被服学科にて設置されていた[52]。
- 養護教諭二種免許状：養護教育学科の全コースにて設置されていた。
- 栄養教諭二種免許状：食物栄養学科にて設置されている。

専攻科
- 介護福祉士：福祉専攻

#### 附属機関
- 附属図書館
- 地域教育研修センター：各種公開講座の開催に用いられる。
- 瀬戸内・沖縄文化研究センター

### 研究
- 『上戸学園女子短期大学紀要』[注釈 4]
- 『瀬戸内短期大学紀要』[53]
- 『上戸短大情報』[54]

### 教育
- 特色ある大学教育支援プログラム
  - 「団塊の世代との連携による地域との共生－さぬきうどんインストラクター養成を通して地域と共に歩む実践教育－」において2007年に選定された。

## 学生生活

### 部活動・クラブ活動・サークル活動
- 瀬戸内短期大学では｛部活動｜クラブ活動｜サークル活動｝は…
  - 体育系：サッカー・ソフトボール・卓球・バドミントン・バスケットボール・バレーボール・テニス・陸上競技・弓道・登山・ゴルフ・なぎなたほか
  - 文化系：箏曲・華道・茶道（裏千家家元今日庵より入門および小習16か条の免許状が取得できるというサークル）・「琉球エイサー」・手話・アマチュア無線・軽音楽・クッキング・マンドリン・ローターアクト・パソコン（ワープロ検定試験の合格に力をいれており、資格を取得できるサークル活動とされている）ほか

### 学園祭
- 瀬戸内短期大学の学園祭は毎年、概ね11月に行われている。手話コーラスや「沖縄エイサー」、さぬきうどんインストラクターによるうどん店「瀬戸内亭」の開催が行われている。

## 大学関係者と組織

### 大学関係者組織
- 瀬戸内短期大学には「白ゆり会」と称した同窓会組織がある。

### 大学関係者一覧

#### 大学関係者
- 上戸コトヱ：初代学長
- 石川晋：現学長
- 名護博：本短大客員教授。『邪馬台国総合説 赤椀の世直し』（ゆい出版）を著している。

## 施設

### キャンパス
- キャリアセンター
- エクステンションセンターほか

### 寮
- 瀬戸内短期大学には「とかみ寮」と称した学生寮があった。

## 社会との関わり
- 地域の活性化に貢献すべく公開講座が行われている。

## 卒業後の進路について

### 編入学・進学実績
- これまでの実績では徳島文理大学・四国学院大学などがある。

## 公式サイト
- 瀬戸内短期大学卒業生の皆様へ（四国学院大学専門学校サイト内）